# Dům čp. 10 (Filipovka)
Dům číslo popisné 10 je památkově chráněný objekt ve Filipovce, části Višňové, obci na severu České republiky, ve Frýdlantském výběžku Libereckého kraje. Chráněn je jak obytný dům, tak výjimečná hrázděná stodola.

## Poloha a historie
Chráněný areál se nachází při jižní straně komunikace číslo III/0355 spojující silnici číslo III/0353 přes Filipovku s další částí Višňové, se Saní. Na opačné, severní, straně této místní komunikace teče Saňský potok, jenž na území Filipovky napájí rybník Filipovka. Jak obytný dům, tak stodola jsou patrné v mapách Stabilního katastru z roku 1843. Od 6. dubna 1966 je celý zemědělský areál číslo popisné 10 pod ochranou kulturní památky Československa, respektive České republiky.

## Popis
Chráněny jsou jak obytný dům, tak stodola. Oba objekty od sebe odděluje silnice číslo III/0355, takže se každý nachází na jedné její straně. Obytný dům má půdorys ve tvaru obdélníka, přičemž jeho kratší strana je souběžná se silnicí. Objekt má hrázděné patro a je umístěn ve svahu. Na západní straně je k němu přistavěn zděný chlév rovněž s obdélným půdorysem. Vyrovnání terénní nerovnosti je řešeno kamennou podezdívkou pod obytným domem. Dům je zakryt vysokou sedlovou střechou, jejíž jednolitost je narušována volskými oky. Střešní krytinou jsou tašky bobrovky.
Zděné přízemí má trojdílnou dispozici, která je pro domy na Frýdlantsku charakteristická. Centrální část tvoří průchozí síň, do které se vstupuje z východní strany jednokřídlými dveřmi rámové konstrukce. Ze síně se vpravo vstupuje do obytné světnice a nebo po dřevěných schodech na prostor v patře. Chlév v přízemí má zvenku samostatný vstup, a sice jednoduchými svlakovými dveřmi z východní strany domu. Jak severní, tak jižní štít jsou pokryty svislým bednění, přičemž na severní straně se v něm nacházejí dvě okenních otvorů a ve vrcholové části šikmo deštěné pole.
Stodola má obdélníkový půdorys a k obytnému domu je přivrácena svým jižním štítem. Objekt má průjezdní charakter a unikátní je svým hrázděným zdivem. Ze severní strany jsou stěny pobity vodorovným bedněním, které se následně objevuje i v obou štítech. Celý objekt zakrývá vysoká sedlová střecha s volskými oky. Celá je pokrytá taškami bobrovkami.